# 滝野吉政
滝野 吉政（たきの よしまさ）は、安土桃山時代の武士。伊賀国柏原城主。

## 略歴
滝野氏は伊賀十二人衆の一人。滝野貞清の子として誕生。
第二次天正伊賀の乱では総大将として籠城戦を展開し織田軍に抵抗した（比自山城の戦い、柏原城の戦い）。敵軍の背後を農民に撹乱させようとしたが丹羽長秀に看破され、天正9年（1581年）10月28日に開城した。
天正10年（1582年）の時点でも柏原城主であったが、本能寺の変の急報を聞くと織田信雄の伊勢国松ヶ島城へ逃走し、柏原城は伊賀の一揆勢に攻められたという。

## 千手滝の伝説
娘の千手姫と恋人の本間草之助は、戦の中を赤目渓谷に落ち延びたが、落ち武者狩りが激しくはぐれてしまった。山中に逃げた姫は草庵に逃げ込み、そこの老婆に匿われた。
しばらくして、外で姫を呼ぶ声がすると、外に草之助がやって来ていた。老婆は草之助の母だったが、草之助は、かつて武士を志して家出をした手前、会わす顔がないとして、千手姫と草之助は庵に長居せず、更に奥まで逃げ込んだ。しかしついに追手に見つかった二人は、覚悟を決めると滝に身を投げてしまった。